# الدوري الهولندي الدرجة الثانية 1961–62
الدوري الهولندي الدرجة الثانية 1961–62 (بالهولندية: Tweede divisie 1961/62)‏ هو موسم من الدوري الهولندي الدرجة الثانية. فاز فيه نادي أوترخت.